# Pisciculture hawaïenne

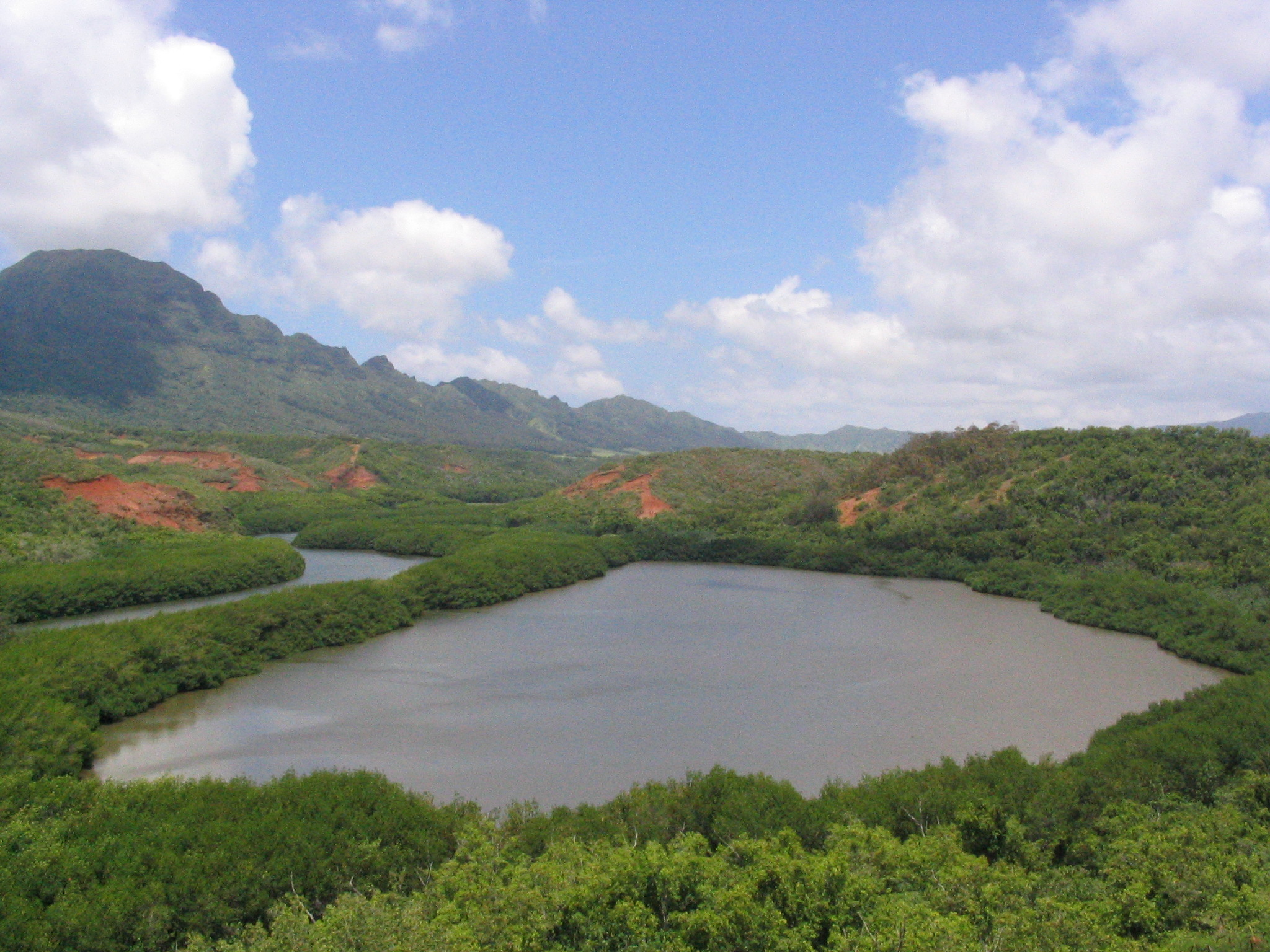
Bassin à poissons d'Alekoko, dit "Menehune"

Depuis les temps avant le contact avec les Européens, les Hawaïens pratiquent l'aquaculture en aménageant des étangs à poissons (en hawaïen : loko iʻa). Les viviers hawaïens sont généralement des zones peu profondes d'un platier récifal entourées d'une basse paroi de roche de lave (appelée loko kuapa), construite en partant du rivage. Plusieurs espèces de poissons comestibles (comme le mulet) prospèrent dans ces étangs, et les Hawaïens ont développé des méthodes pour les rendre faciles à attraper.
L'étang piscicole hawaïen est avant tout une zone de pâturage dans laquelle le pisciculteur cultive des algues ; un peu comme les éleveurs de bétail cultivent l'herbe pour leur bétail. Les parois de lave poreuses laissent passer l'eau de mer (ou parfois l'eau douce ou saumâtre, comme dans le cas du vivier "Menehune" près de Līhuʻe), mais empêchent les poissons de s'échapper. Les étangs à poissons sont situés à côté de l'embouchure d'un ruisseau, donc en ouvrant une écluse, le gardien de l'étang fournit aux poissons de l'eau riche en nutriments qui a traversé les étangs en terrasses de l'intérieur des terres. Au moment de l'arrivée du capitaine James Cook, il y avait au moins 360 étangs piscicoles produisant 900 000 kg de poisson par an.
Bien que des étangs à poissons aient été développés sur la plupart des îles, le plus grand nombre de vestiges archéologiques se trouvent dans la baie de Maunalua. Il en reste peu en activité aujourd'hui, mais plusieurs étangs piscicoles ont été restaurés au XXIe siècle.
Trois styles différents d'étangs à poissons sont en cours de reconstruction dans le parc historique national de Kaloko-Honokōhau, sur la grande île de Hawaï. L'association à but non lucratif ʻAoʻao O Na Loko Iʻa O Maui est en train de restaurer l'étang à poissons de Kalepolepo, également connu sous le nom de Koʻieʻ, à Maui, en utilisant un mélange de bénévoles et de tailleurs de pierre qualifiés. Sur Oʻahu, l'organisation privée à but non lucratif Paepae o Heʻeia réhabilite l'étang à poissons Heʻeia, vieux d'environ 600 à 800 ans, qui est une enceinte fortifiée (de style kuapa) à Heiia couvrant 36 hectares d'eau saumâtre. Le complexe Kāneiolouma, un ancien village sur la rive sud de l'île de Kauaʻi, possède un étang à poissons au sein d'un site de 5,3 hectares qui comprend des parcelles de taro, des heiau et une arène sportive makahiki.

## Types de viviers
Il y avait quatre types fondamentaux d'étangs à poissons développés au sein des ahupua'a connus dans l'ancienne Hawaï. Les quatre types d'étangs piscicoles sont les viviers de taro d'eau douce (loko i'a kalo), les autres viviers d'eau douce (loko wai), les viviers d'eau saumâtre (loko pu'unone) et les viviers d'eau de mer (loko kuapa).
Les viviers à taro (loko i'a kalo), d'après les traces archéologiques, sont généralement à l'intérieur des terres et s'utilisent pour cultiver le taro ainsi que pour élever des poissons, tels que le mulet, la perche argentée, les gobies hawaïens, les crevettes d'eau douce et les algues vertes. Les poissons y pénètrent directement depuis la mer via un estuaire artificiel. Le taro aiderait à prévenir le limon en le capturant avant qu'il ne descende dans l'océan. Ces viviers peuvent également fournir de l'engrais vert, des médicaments et d'autres produits.